# Grècia Central
Grècia Central (en grec Στερεά Ελλάδα, Stereà Ellada) és una de les 13 perifèries de Grècia, la capital de la qual és la ciutat de Lamia. Té una extensió de 15.549 km² i una població (2011) de 547.390 habitants.
Tal com indica el seu nom, està situada al centre del país, al nord de l'Àtica i del Peloponès, a l'est de la Grècia Occidental i al sud de Tessàlia i de l'Epir. És una de les regions gregues més muntanyoses, que té un clima temperat a la costa i sec a l'interior.

## Divisió administrativa
Des de l'1 de gener de 2011, amb l'entrada en vigor del programa Cal·lícrates, les perifèries gregues van quedar subdividides en unitats perifèriques, i la perifèria de Grècia Central va quedar subdividida en 5:
- Beòcia
- Eubea
- Evritania
- Fòcida
- Ftiòtida

### Municipis
Les 5 unitats perifèriques estan, a la vegada, subdividides en un total de 25 municipis.

### Divisió administrativa anterior
Anteriorment i arran de la reforma realitzada l'any 1987, la perifèria de Grècia Central també estava dividida en 5, en aquest cas prefectures, que coincideixen amb les actuals unitats perifèriques: Beòcia, Eubea, Evritania, Fòcida i Ftiòtida.